# Tipula (Microtipula) subeffulta
Tipula (Microtipula) subeffulta is een tweevleugelige uit de familie langpootmuggen (Tipulidae). De soort komt voor in het Neotropisch gebied.